# Jacek Cichocki
Jacek Cichocki (Varsó, 1971. december 17. –) lengyel szociológus és politológus, 2008 januárjától a lengyel Miniszterelnöki Hivatal államtitkára.
A Varsói Egyetem Filozófiai és Szociológiai karán végzett. 1992-től 2008-ig a varsói Keleti Tanulmányok Központjának (OSW) a munkatársa volt. Kezdetben politikai elemzőként dolgozott, szakterülete a szovjet utódállamok politikai, gazdasági és társadalmi helyzete volt, majd energetikai kérdésekkel is foglalkozott. Később az OSW Kaukázussal és Közép-Ázsiával foglalkozó csoportját, majd az Ukrajna, Fehéroroszország és a balti államok csoportját vezette. 2001-től az OSW helyettes vezetőjeként dolgozott, majd 2004-ben, Marek Karp halála után kinevezték a Központ igazgatójává.
1995–1997 között a Báthory István Alapítvány program-asszisztenseként is dolgozott. Tagja a Katolikus Értelmiségiek Klubjának.
2008. január 22-én a Miniszterelnöki Hivatal államtitkárává nevezték ki.

## Külső hivatkozások
- Életrajza a Lengyel Köztársaság Miniszterelnöki Hivatalának honlapján
- A Keleti Tanulmányok Központja (OSW)